# Avventura grafica

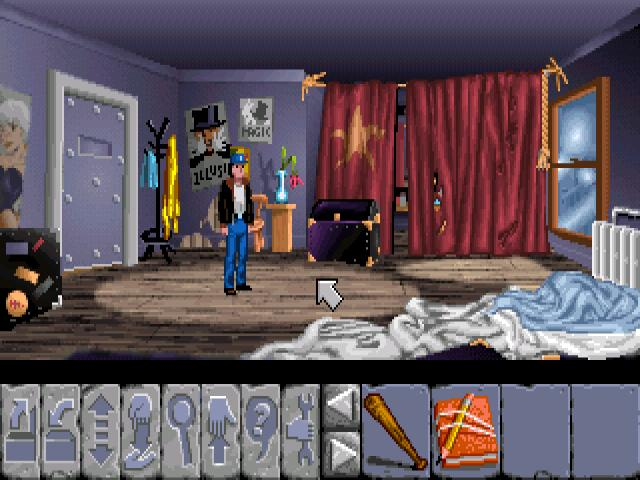
Schermata di Flight of the Amazon Queen. Si distinguono l'area di gioco principale con il cursore e, in basso, i pulsanti con le azioni e gli oggetti dell'inventario.

L'avventura grafica (in inglese graphic adventure game) è un genere di videogioco d'avventura dotato di una interfaccia utente di tipo grafico e nato come evoluzione delle avventure testuali.

## Punta e clicca
Comunemente le avventure grafiche rientrano nel sottogenere punta e clicca (scritto anche punta-e-clicca, dall'inglese point-and-click), una classe di giochi in cui si controlla un personaggio mostrato in terza persona nello scenario del gioco, utilizzando principalmente il mouse. L'espressione "punta e clicca" deriva dalla classica azione eseguibile nei giochi di questo tipo: puntare il cursore presente nella schermata di gioco verso determinati punti sensibili (come oggetti, personaggi, luoghi) e cliccare per eseguire una particolare azione su di essi.
Si osservi comunque che esistono anche avventure grafiche che non hanno bisogno del mouse, ma utilizzano altri dispositivi di puntamento.

## Caratteristiche
Le avventure grafiche permettono al giocatore di selezionare le azioni da compiere e gli oggetti da utilizzare grazie a un'interfaccia grafica. Dunque l'aggettivo "grafica" sottolinea sia l'interazione tra il software e l'utente, sia l'estetica del gioco.
Infatti anche tra le meno evolute avventure testuali ci sono molti titoli dotati di illustrazioni grafiche di accompagnamento, ma la sola presenza di grafica estetica non interattiva non le fa rientrare tra le avventure grafiche (per questi casi si usava a volte il termine "avventure semigrafiche").
Il protagonista, comandato tramite un semplice dispositivo di puntamento (mouse, joystick, joypad, pochi tasti della tastiera, touch screen), può esplorare un mondo virtuale, visualizzato sullo schermo, raccogliere oggetti in un inventario e usarli, da soli o in combinazione con altri, per risolvere gli enigmi che il gioco presenta e, infine, interagire con i personaggi non giocanti che incontra, scegliendo le frasi da dire tra un insieme variabile di scelte possibili, navigando quindi in un "albero dei dialoghi".
In molte avventure grafiche l'identificazione degli oggetti e altri punti di interesse disponibili in ogni luogo dello scenario, ovvero cliccabili, è facilitata poiché quando il giocatore vi passa sopra il puntatore compaiono delle descrizioni testuali (stile tooltip) o altre forme di evidenziazione.
La produzione dei giochi ha seguito strade parallele, portando le software house alla creazione di engine (motori software) che facilitassero lo sviluppo (famosi sono il Sierra's Creative Interpreter o SCI della Sierra Entertainment e lo SCUMM delle avventure LucasArts) e che hanno permesso di spostare l'attenzione dall'aspetto prettamente tecnologico per incentrarla maggiormente sui fattori che influiscono sull'esperienza videoludica: scenografie, colonne sonore, personaggi e, soprattutto, sceneggiatura.

## Varianti
Talune avventure grafiche richiedono, a fianco degli enigmi, il superamento di determinate sequenze arcade: si tratta di brevi intermezzi nei quali viene meno la vera natura dell'adventure e si lascia il giocatore misurarsi con minigiochi d'azione, nei quali debba prevalere la velocità delle dita piuttosto che l'ingegno; la riuscita della prova viene poi ricompensata con oggetti o indizi altrimenti irreperibili.
La maggior parte delle avventure grafiche sono in terza persona, ovvero si controlla un personaggio giocante visto dall'esterno. Gli scenari di sfondo si muovono seguendo i movimenti del personaggio sullo schermo. Ci sono però anche titoli con visuale in prima persona.
In molte avventure il protagonista non può morire: in questi casi il mondo virtuale è stato progettato in modo da non presentare pericoli o, in alternativa, il team di sceneggiatori ha ritenuto di alleviare il giocatore da questa preoccupazione e di impegnarlo solo con gli enigmi (ciò si realizza, ad esempio, impedendo al personaggio di avvicinarsi troppo a un dirupo). In altre avventure questo rischio esiste e farà parte dell'abilità risolutiva dell'utente evitare questa eventualità al suo alter ego.

## Storia del genere

### Primi giochi
La storia delle avventure grafiche inizia già negli anni ottanta, come naturale evoluzione delle avventure testuali. Queste ultime richiedono di digitare i giusti verbi e i nomi degli oggetti, a volte con la difficoltà di indovinare il corretto vocabolario; nelle prime avventure grafiche invece i verbi sono selezionabili direttamente cliccando da un elenco e gli oggetti cliccando l'inventario. L'evoluzione era come, per fare una metafora informatica, passare dai sistemi operativi a linea di comando a quelli a desktop grafico. Per il giocatore medio, rappresentava un'esperienza molto più pratica e fruibile.
L'avvio del genere si può legare al lancio del Macintosh nel 1984, il primo personal computer con interfaccia grafica di diffusione significativa. Lo stesso anno uscì Enchanted Scepters, la prima avventura punta e clicca per Macintosh. Era ancora basata su schermate grafiche statiche accompagnate da descrizioni testuali, ma i comandi sono selezionabili da menù a tendina. Nel 1985 uscì Déjà Vu per Mac, che introdusse un'interfaccia punta e clicca completa, con inventario di oggetti trascinabili e una lista di otto azioni selezionabili.
Altro titolo innovativo fu Labyrinth uscito nel 1986 per Commodore 64, prima avventura della Lucasfilm Games (poi divenuta LucasArts). Labyrinth inizia con interfaccia testuale, ma evolve in grafica durante il gioco stesso; il Commodore 64 non è dotato di mouse, ma una veloce interazione era possibile tramite joystick e tasti di accesso rapido a verbi e oggetti.

### Anni d'oro
Nel 1987 sempre la Lucasfilm pubblicò Maniac Mansion, che secondo il designer Ron Gilbert diede vita effettivamente alle avventure punta-e-clicca, permettendo di puntare direttamente gli oggetti sullo scenario con il cursore. Maniac Mansion fu rilevante anche per l'introduzione del sistema SCUMM, un motore grafico e di gioco che permette lo sviluppo facilitato di avventure grafiche e la loro portabilità. Ben presto queste caratteristiche sarebbero diventate imprescindibili per chi intenda programmare avventure grafiche.
Altri capisaldi usciti alla fine degli anni '80 furono Zak McKracken and the Alien Mindbenders, secondo gioco basato su SCUMM e prima avventura LucasArts con colonna sonora MIDI, e Indiana Jones and the Last Crusade, arricchito da minigiochi d'azione.
Loom del 1990, sempre basato su SCUMM, introdusse la filosofia della "non-morte", poi divenuta una costante delle avventure LucasArts: il giocatore non può mai perdere o finire in situazioni senza via d'uscita.
LucasArts raggiunse l'apogeo lo stesso anno con The Secret of Monkey Island, una parodia piratesca, molto rifinito sotto tutti gli aspetti. Il “duello a insulti”, ispirato dai classici film con Errol Flynn, fu una trovata geniale per rappresentare duelli pirateschi senza introdurre meccaniche d'azione e restando nel genere nell'avventura pura.
La principale rivale della LucasArts, Sierra Entertainment, nonostante il successo delle saghe di King's Quest e Leisure Suit Larry, era rimasta indietro nello sviluppo del genere. Tuttavia, nello stesso 1990 in cui uscì Monkey Island, pubblicò King's Quest V, primo punta e clicca puro della Sierra, che rese i propri giochi molto più accessibili. Seguirono, con la stessa interfaccia, Leisure Suit Larry 5, Police Quest III e Space Quest IV.
Nel 1991 uscì Monkey Island 2, molto più vasto e a struttura aperta del predecessore, introducendo tra l'altro il sistema iMUSE per una colonna sonora sensibile al contesto. Riuscì a superare il già eccellente predecessore e rimane una delle avventure più apprezzate di tutti i tempi.
Lo sviluppatore Westwood Studios entrò più tardi nel genere, con The Legend of Kyrandia (1992), e così anche la Revolution Software con Lure of the Temptress (1992). Quest'ultimo spiccava per il nuovo sistema Virtual Theatre, che popolava i luoghi di personaggi non giocanti liberamente mobili e impegnati attivamente nella loro vita quotidiana.
La Adventure Soft raggiunse il proprio apice nel 1993 con Simon the Sorcerer, una parodia del fantasy, una delle prime avventure con la voce del protagonista, interpretato da Chris Barrie.
Nel frattempo LucasArts, forte del successo dei primi due Monkey Island, continuò con avventure SCUMM a budget più elevato, come il grande Indiana Jones and the Fate of Atlantis (1992) e il seguito di Maniac Mansion, Day of the Tentacle (1993). I due Monkey Island furono anche grande fonte di ispirazione per il successo australiano Flight of the Amazon Queen.
Altri sviluppatori si cimentarono nei più diversi ruoli con Cruise for a Corpse, KGB, Heart of China, Freddy Pharkas.
Revolution Software produsse il capolavoro cyberpunk Beneath a Steel Sky (1994), Adventure Soft tornò con Simon the Sorcerer II (1995) e l'autrice Jane Jensen debuttò con Gabriel Knight (1993), primo di una trilogia insolitamente cupa e matura.
A metà degli anni '90 l'avventura grafica era giunta al suo apice. Si cominciò a spingere al massimo le capacità grafiche dei PC più potenti e della PlayStation, con elaborati intermezzi e video basati su CD-ROM, si citano in particolare Sam & Max Hit the Road, The Dig e Full Throttle.
Altri come Broken Sword, Torin's Passage e The Last Express spinsero ancora più verso il cartone animato interattivo, usando tecniche come il rotoscopio.

### Avvento del 3D

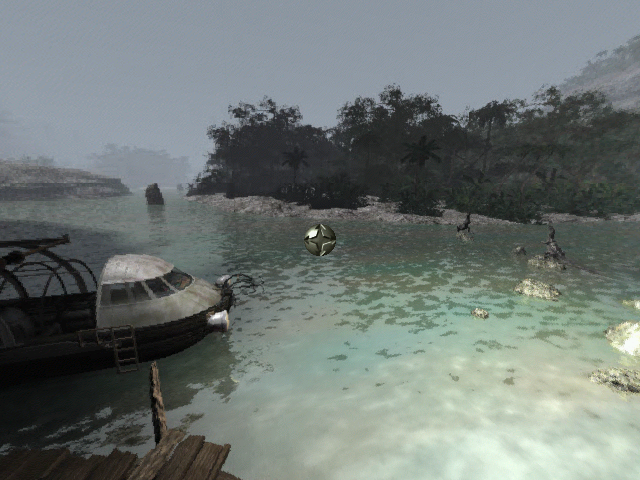
Amerzone (1999), avventura con visuale 3D in prima persona

Con il diffondersi delle schede grafiche 3D e il crescente successo (in altri generi) di giochi come Doom, emerse la necessità di passare al tridimensionale. Nel 1993 ci fu un'importante uscita: quella di Myst, dotato di grafica 3D prerenderizzata su CD-ROM, che mostrò che si poteva creare un mondo interattivo e immersivo con visuale in prima persona.
Altro titolo ambizioso fu Blade Runner, prima avventura del genere a usare modelli poligonali dei personaggi, notevole anche per il mondo di gioco che progrediva in tempo reale. Adventure Soft pubblicò The Feeble Files, dall'umorismo simile alla serie Simon, ma fantascientifico.
La LucasArts passò dal motore SCUMM al nuovo motore GrimE con Grim Fandango, influenzato dal gioco d'azione BioForge e basato, come Blade Runner, su personaggi 3D posti su sfondi prerenderizzati. GrimE fu poi impiegato anche per la loro ultima avventura originale, Fuga da Monkey Island (2000).

### Crisi e ripresa
Con il nuovo millennio il genere sembrò aver concluso la propria età dell'oro. Nonostante titoli come Grim Fandango e The Longest Journey, graficamente impressionante, fossero molto apprezzati dalla critica, i prodotti ad alto budget declinarono..
Molte delle case di produzione storiche, come la LucasArts, entrarono in crisi finanziaria; i seguiti di Full Throttle e Sam & Max finirono annullati.
Dalla fine degli anni duemila l'avventura grafica ebbe una ripresa sul mercato, in quanto vennero proposte versioni rimasterizzate di molti grandi classici, tra cui i primi due Monkey Island, Beneath a Steel Sky, Gabriel Knight, The Last Express, Grim Fandango e i primi Broken Sword.
Il pubblico ha potuto apprezzare i classici, oltre che sui PC moderni, su nuove piattaforme come i dispositivi mobili iOS.
La Telltale Games ha acquisto i diritti di alcune serie storiche per riproporre nuove avventure ottenendo molto successo con Sam & Max Season One, Two e Three e Tales of Monkey Island. Con The Walking Dead l'azienda è stata acclamata dalla critica per aver puntato sulle scelte morali, che possono influenzare radicalmente la trama.
L.A. Noire, uno dei maggiori giochi del suo periodo (2011), è sostanzialmente un'avventura grafica ad alto budget.
Anche su Kickstarter hanno visto la luce titoli di rilievo di veterani del genere, come Broken Age di Tim Schafer e Thimbleweed Park di Ron Gilbert e Gary Winnick.
Grazie al software gratuito ScummVM, su licenza delle case produttrici, è possibile anche emulare sui computer moderni, che altrimenti avrebbero seri problemi di compatibilità, le avventure grafiche del periodo classico (1987-1997).